# Owen Pallett

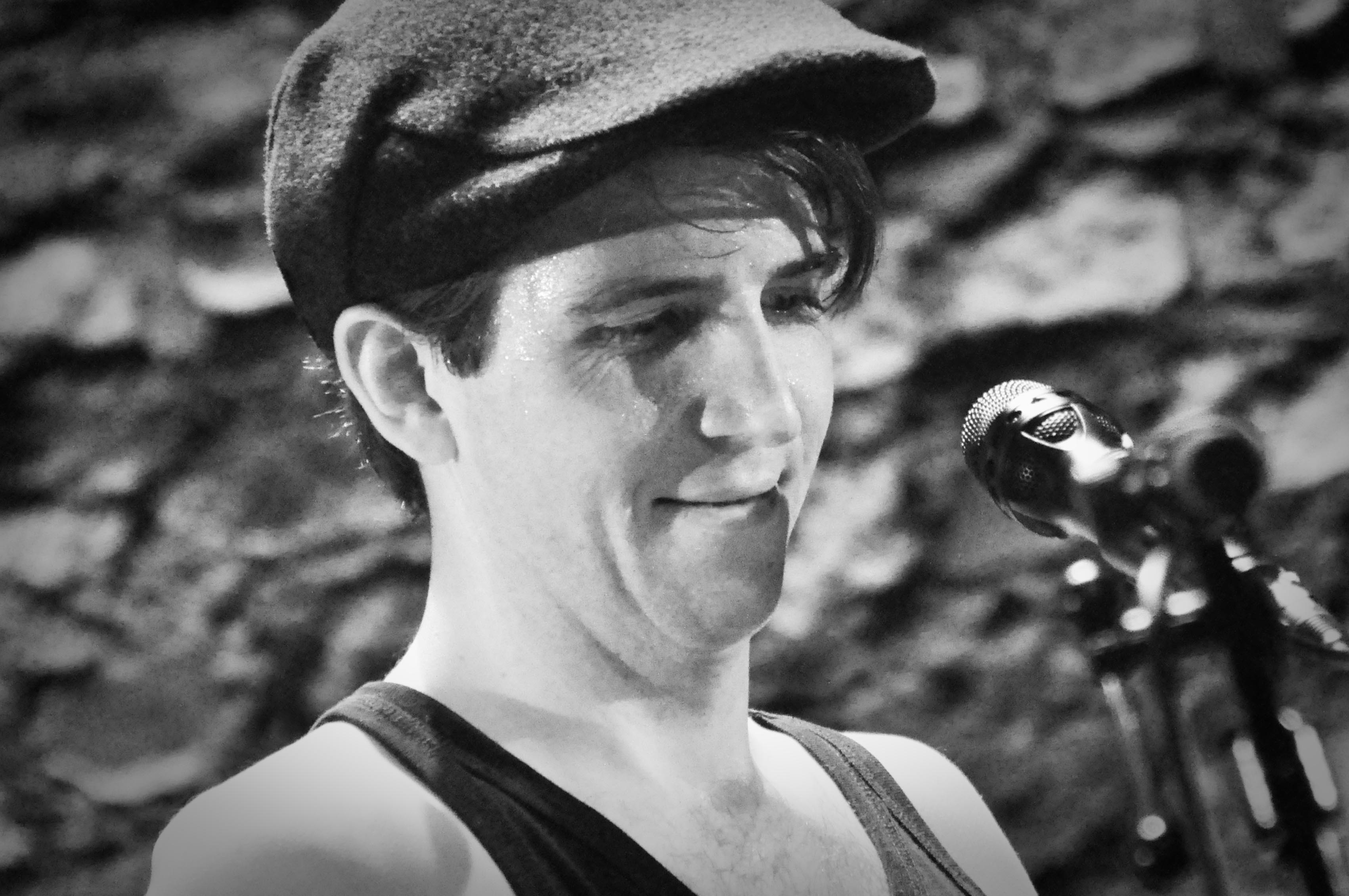
Owen Pallett (2011)

Owen Pallett (* 7. September 1979 in Mississauga, Ontario) ist ein kanadischer Violinist und Sänger aus Toronto (Ontario, Kanada) und trat bis Ende 2009 unter dem Namen Final Fantasy, einem Tribut zur gleichnamigen Videospielreihe, in Erscheinung.

## Final Fantasy

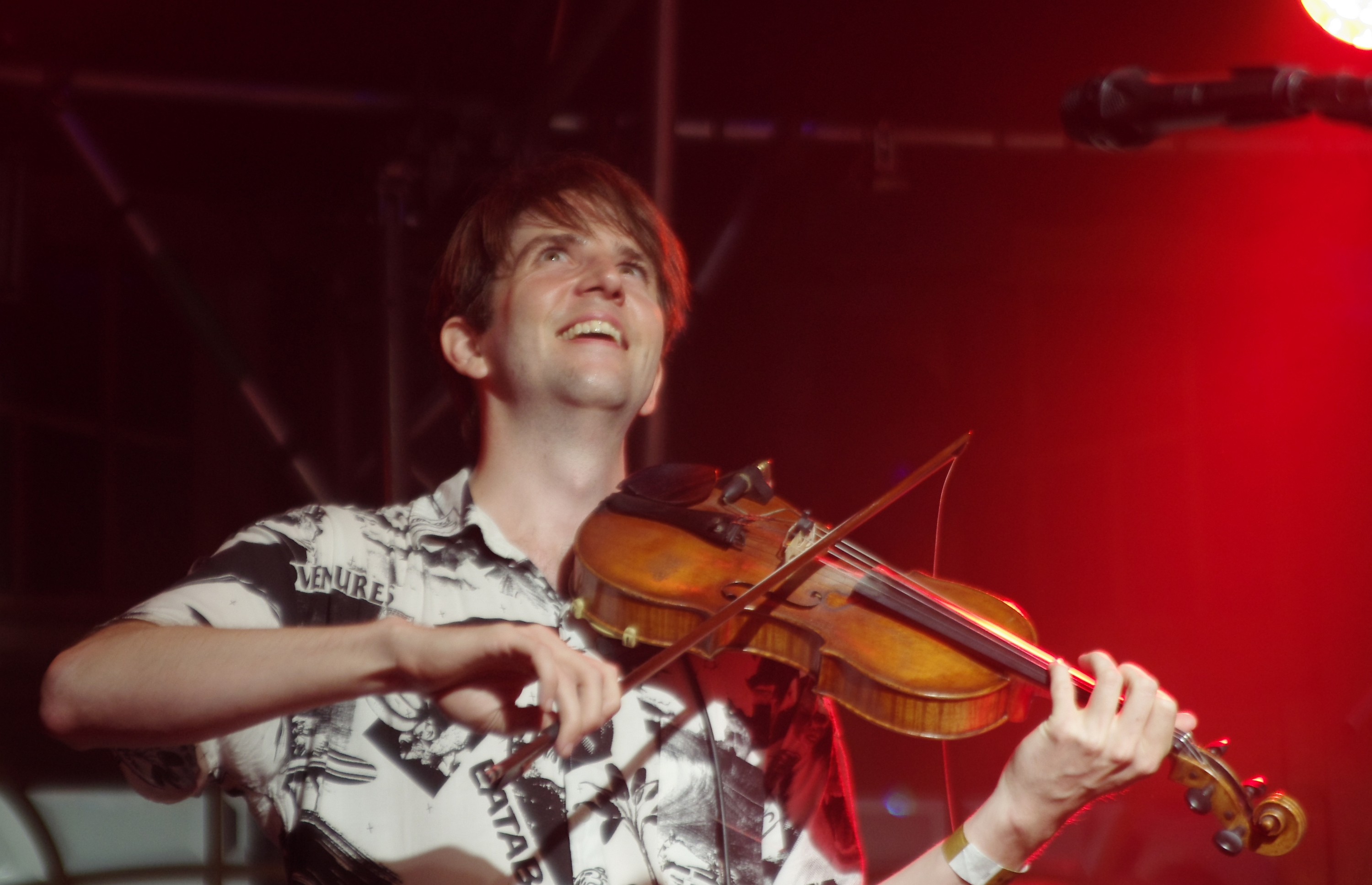
Owen Pallet beim Haldern Pop Festival 2013

Bei seinem Projekt Final Fantasy ist Owen Pallett vor allem für seine Live-Auftritte bekannt. Über eine Loop Station (eine Art Sampler, der mit den Füßen kontrolliert werden kann) kann der Ton seiner Violine zeitverzögert abgespielt werden, sodass er verschiedene Teile seiner Stücke simultan spielen kann.
Er selbst bezeichnet seine Homosexualität als großen Einfluss auf seine Musik.
Im Dezember 2009 gab Pallett bekannt, den Namen Final Fantasy nicht mehr zu verwenden und stattdessen nur noch unter seinem bürgerlichen Namen auftreten und veröffentlichen zu wollen; Neuauflagen früherer Veröffentlichungen würden nachträglich angepasst. Hintergrund für diesen Schritt war Pallett zufolge die bevorstehende Veröffentlichung seines dritten Albums Heartland auch in Japan. Unter diesen Umständen halte er es für das Beste, seine Musik eindeutig von den Videospielen der Firma Square Enix abzugrenzen, um möglichen Urheberrechtsklagen des Herstellers der Final-Fantasy-Videospielreihe zu entgehen.

## Andere Projekte
Owen Pallett spielte in der Vergangenheit in verschiedenen Bands aus Toronto. Les Mouches existieren nicht mehr; Pallett ist allerdings immer noch Mitglied der Band Picastro und hat Konzerte und Aufnahmen mit The Hidden Cameras, The Luyas und Gentleman Reg gemacht. Bekannt ist er auch als (Live-)Mitglied der Band Arcade Fire: Eines seiner Lieder, This Is the Dream of Win & Regine, ist nach den Gründern von Arcade Fire, Win Butler und Régine Chassagne, benannt.
Mit Streicherarrangements, die mit dem London Metropolitan Orchestra aufgenommen wurden, lieferte er einen indirekten Beitrag zum Debüt der Band The Last Shadow Puppets. Gemeinsam mit dem britischen Popsänger Mika spielte er außerdem dessen Akustik-EP „Songs of Sorrow“ ein. Er arbeitete ebenfalls schon mit der kanadischen Post-Rock-Band Do Make Say Think. Für das Album Now, More Than Ever des kanadischen Songwriters Jim Guthrie spielte er die Streichinstrumente ein und gestaltete die Arrangements.
Im Jahr 2012 war er auf dem Studioalbum Living Things der US-Rockband Linkin Park in dem Song I’ll Be Gone zu hören.

## Diskografie
- 2005: Has a Good Home (Tomlab, Blocks Recording Club)
- 2006: He Poos Clouds (Tomlab, Blocks Recording Club)
- 2010: Heartland (Domino)
- 2014: In Conflict (Domino/Secret City)
- 2020: Island (Secret City)
- 2021: Her (mit Arcade Fire; Milan Records)